# لوکنباخ
لوکنباخ (به آلمانی: Luckenbach) یک شهر در آلمان است که در وستروالدکرایس واقع شده‌است. لوکنباخ ۶۲۷ نفر جمعیت دارد.